# 唐伯虎點秋香 (粵劇)
《唐伯虎點秋香》是香港著名粵劇劇作家唐滌生的粵劇劇本，此劇是仙鳳鳴劇團的第一屆劇目，於1956年7月4日在利舞台首演，由任劍輝 、白雪仙等主演。此劇與《紅樓夢》同為仙鳳鳴劇團的第一屆劇目。

## 劇情
明朝期間，蘇州四才子之首的解元郎唐伯虎在虎丘遊玩時，適逢華太師的夫人到寺廟進香。唐伯虎對華太師夫人的丫環秋香一見鐘情，驚為天人。秋香無意間對伯虎回眸一笑，更令他神魂顛倒。伯虎知道華夫人會進寺進香，於是扮作廟祝以親近秋香，但被秋香半嗔半笑的責罵。
進香完畢，秋香隨華夫人登船返回，於是唐伯虎也連忙乘小舟追隨，途中秋香又對伯虎一笑，令伯虎更加神搖魂蕩、如醉如痴，更以為秋香已芳心暗許。伯虎追隨秋香至華太師府，得知華府欲買僮僕，為求親近秋香，伯虎不惜賣身為僕以進入府中。
伯虎在華太師府成為書僮華安，侍候兩位天性愚鈍的少爺華文、華武讀書，因他才華出眾，獲得賞識器重，但仍未得到秋香的芳心。最後，祝枝山之妹綉鳳向伯虎獻計，使華太師讓他選一婢為妻。眾婢齊集候選時，唯獨秋香迴避。伯虎幾經艱苦，才獲得秋香的答允，終抱得美人歸。

## 場目
1. 〈初遇〉
2. 〈寺會〉
3. 〈追舟、賣身〉
4. 〈盤秋、伴讀〉
5. 〈盤僕、問扇〉
6. 〈點秋〉[2]

## 開山演員
1956年粵劇《唐伯虎點秋香》首演時的開山演員：
| 演員   | 角色   | 簡介                       |
| 任劍輝 | 唐伯虎 | 江南四大才子之一，曾中解元 |
| 白雪仙 | 秋香   | 華夫人之貼身丫環           |
| 梁醒波 | 米田共 | 唐伯虎乘小舟追秋香時的船夫 |
| 梁醒波 | 華文   | 華太師之長子               |
| 蘇少棠 | 華武   | 華太師之次子               |
| 梅綺   | 祝綉鳳 | 祝枝山之妹                 |
| 鳳凰女 | 彩蓮   | 唐伯虎之表姊               |
| 英麗梨 | 春香   | 華夫人之丫環               |
| 白龍珠 | 華夫人 | 華太師之妻                 |

## 衍生作品

### 粵劇電影《唐伯虎點秋香》
1957年5月《唐伯虎點秋香》被拍攝成粵劇電影上映，馮志剛導演，立達影片公司出品，主要由仙鳳鳴劇團成員主演，以下為演員表：
- 任劍輝（飾）唐伯虎
- 白雪仙（飾）秋香
- 劉克宣（飾）華太師
- 梁醒波（飾）米田共、華文
- 歐陽儉（飾）華武
- 馬笑英（飾）華太夫人
- 任冰兒（飾）黑牡丹
- 羅蘭（飾）大少奶
- 李寶瑩（飾）二少奶

### 粵劇電影《三笑姻緣》
1975年，《唐伯虎點秋香》再被拍攝成粵劇電影《三笑姻緣》上映，李鐵導演，興發影業公司出品，主要由雛鳳鳴劇團成員主演，以下為演員表：
- 龍劍笙（飾）唐伯虎
- 梅雪詩（飾）秋香
- 靚次伯（飾）華太師
- 梁醒波（飾）華文
- 譚炳文（飾）華武
- 黎灼灼（飾）華夫人
- 李香琴（飾）二少奶
- 言雪芬（飾）春香
- 沈殿霞（飾）石榴
- 梁天（飾）祝枝山
- 胡楓（飾）文徵明
- 朱劍丹（飾）周文彬
- 鄭君綿（飾）王立本
- 劉一帆（飾）米田共